# San Isidro, Matagalpa
San Isidro là một khu tự quản thuộc tỉnh Matagalpa, Nicaragua. Khu tự quản San Isidro có diện tích 283 ki lô mét vuông. Đến thời điểm năm 2005, huyện San Isidro có dân số 17412 người.